# Guy Verhofstadt
Guy Maurice Marie Louise Verhofstadt (neerlandeză: [ˈɣiː vərˈɦɔfstɑt] ⓘ;  n. 11 aprilie 1953, Dendermonde, Flandra, Belgia) este politician belgian al Liberalilor și Democraților Flamanzi (Open Vld). El este din 2009 Membru al Parlamentului European (MEP), unde conduce fracțiunea liberală ALDE. Anterior, din 1999 până în 2008, a fost prim-ministru al Belgiei. 